# Hieronymus Janssens
Hieronymus Janssens, né en 1624 à Anvers, où il meurt en 1693, est un peintre baroque flamand.

## Biographie
Il est né en 1624 à Anvers et baptisé le 1er octobre, à une époque où les registres des baptêmes tenus par les Églises sont plus complets que les registres d'état-civil... Mentionné comme élève de Christoffel Jacobsz. van der Lamen en 1636-1637. Il est encore tès jeune, mais l'apprentissage auprès de ce peintre plus mineur lui donne le goût des scènes d'aristocrates, dansant et jouant. Devenu peintre indépendant, il est reçu comme maître dans la guilde de Saint-Luc d'Anvers en 1643-1644. Il est mort en 1693,.

## Œuvres
Ses sujets favoris sont les scènes de bal d'aristocrates, ou les réunions de dames et de gentilshommes sur une terrasse, en pleine lumière extérieur, ou à l'intérieur d'hôtels particuliers. C'est pourquoi on l'appela Le Danseur ou Le Peintre à la mode. Dans les réunions aristocratiques qu'il représente, ces aristocrates jouent quelquefois, par exemple au trictrac ou au jeu de la main-chaude. Dans ce dernier jeu, le joueur principal, aux yeux bandés, est agenouillé devant le confesseur, la tête sur ses genoux, et une main derrière son dos la paume vers l'extérieur. Les autres participants doivent taper dans cette main, et le joueur principal doit deviner qui est l'agresseur. Plusieurs versions peintes par Hieronymus Janssens existent dont l'une au Musée du Louvre à Paris, et l'autre au Musées royaux des Beaux-Arts de Belgique. Dans la version conservée au Louvre, le groupe de joueurs est positionné sous les statues de Vénus et Cupidon, indiquant de façon relativement explicite que ce jeu aiguise aussi les désirs amoureux. L'élégance des personnes représentées, le rendu des étoffes, les éléments d'architecture et/ou la finesse des paysages, ainsi que l'équilibre des compositions sont significatifs de l'art de Hieronymus Janssens,. Le choix de décors extérieurs prépare aux évolutions de la peinture au XVIIIe siècle.
- 1650-1671 : Perspective: Fantaisie d'un palais, avec des figures élégantes, huile sur toile, 69 × 90 cm, Dyrham Park, South Gloucestershire, Angleterre[5].
Note: La toile porte la signature de Hans Vredeman de Vries, mais l'œuvre est attribuée conjointement à Dirk van Delen et Hieronymus Janssens.
- 1658 : Bal sur la terrasse d'un palais, huile sur toile, 114 × 170 cm, palais des Beaux-Arts de Lille[6]
- 1660-1680 : Portrait de famille, huile sur toile, 63 × 57,5 cm, Musée Hallwyl, Stockholm, Suède.
- 1660-1680 : Le Jeu de la main chaude, 58 × 83 cm, musée du Louvre, Paris[7]
- 1660-1665 : La Balle, huile sur toile, 107 × 160 cm, musée de l'Ermitage, Saint-Pétersbourg[8]
- 1660-1669 : Galerie de peinture avec des visiteurs à la mode, huile sur toile, 82 × 117 cm, National Trust, Uppark House and Garden (en), Sussex de l'Ouest
- 1673 : Groupe de personnages dans l'église Saint-Rombaut à Malines, avec Wilhelm Schubert van Ehrenberg, au musée du Louvre, à Paris.

## Galerie

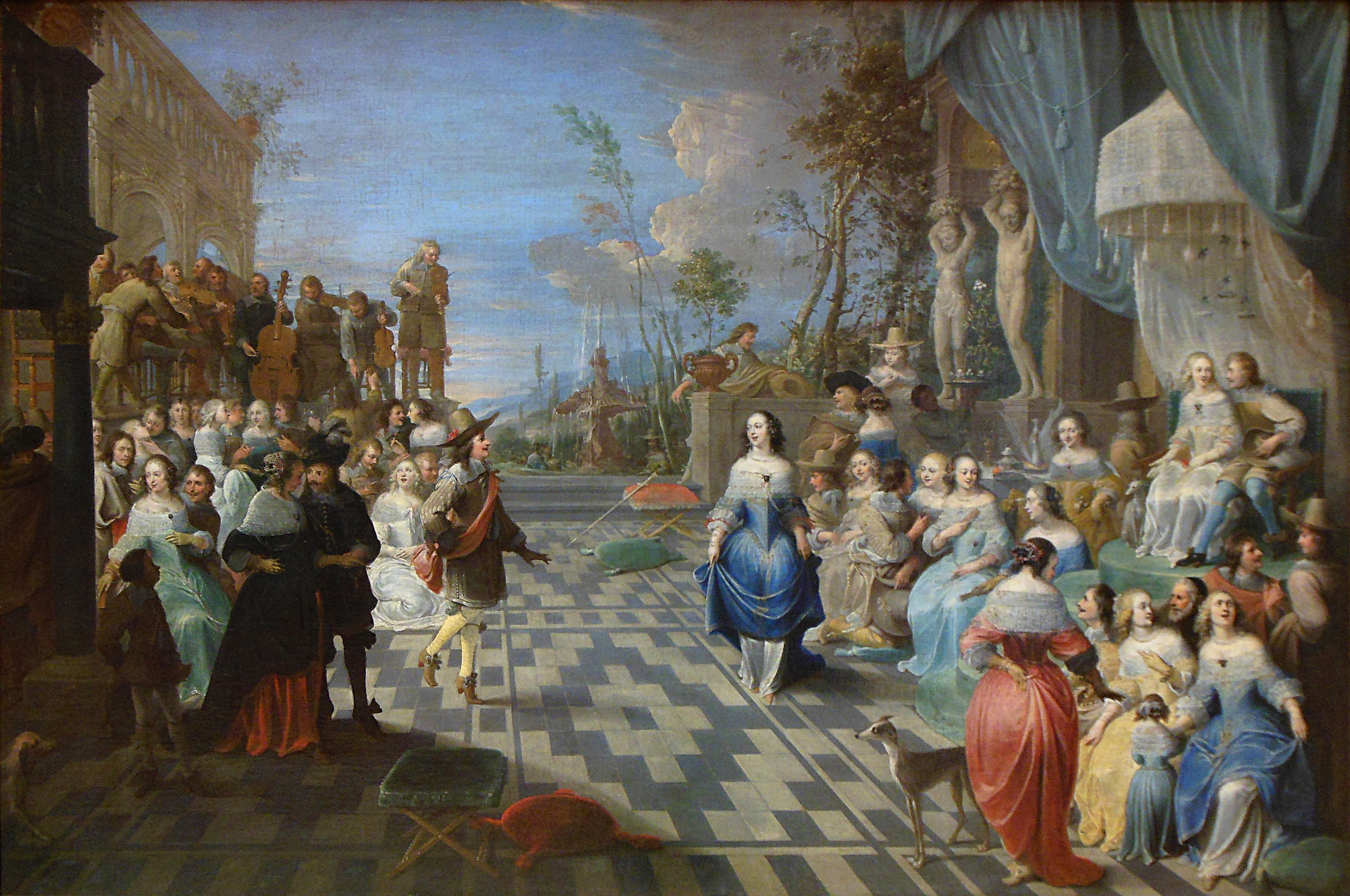
Bal sur une terrasse, 1658 Beaux-Arts de Lille
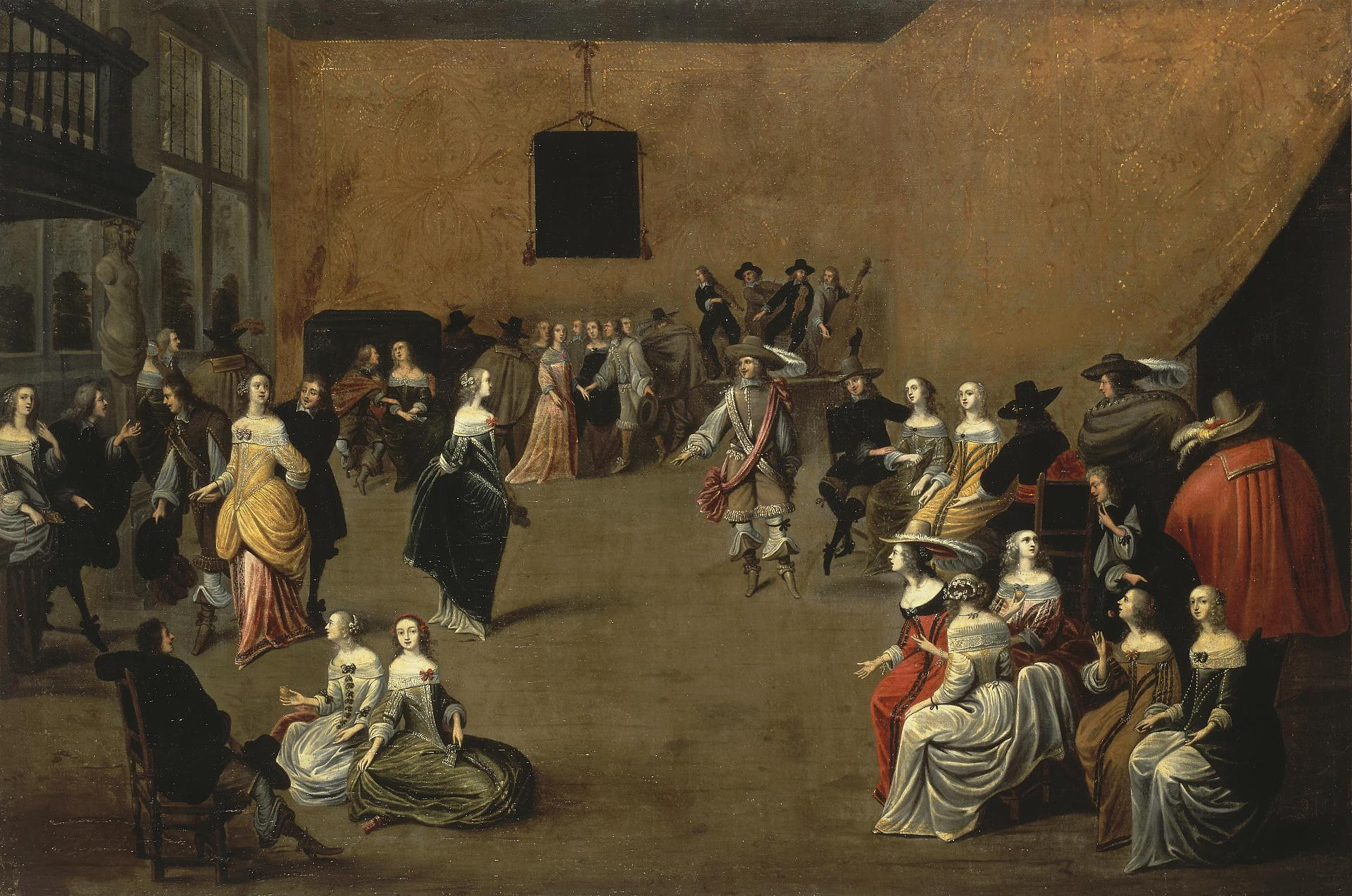
La Balle, 1660-65 Ermitage

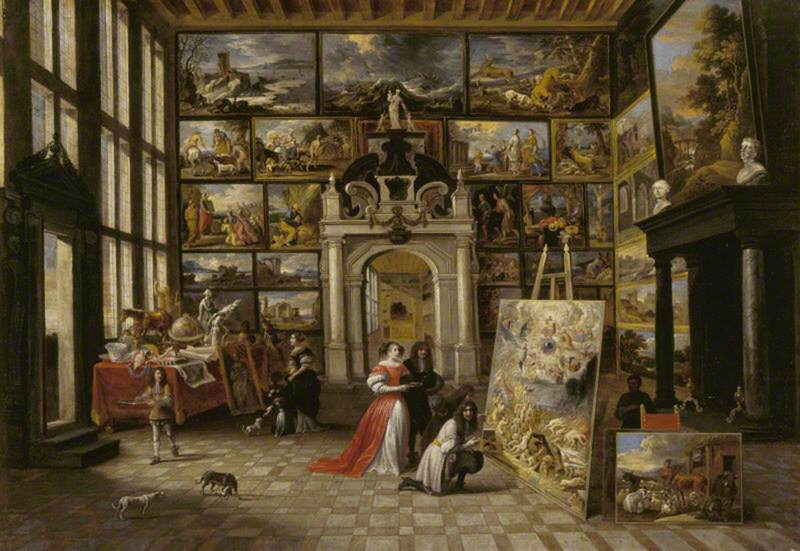
Galerie de peinture, 1660-69 Uppark House
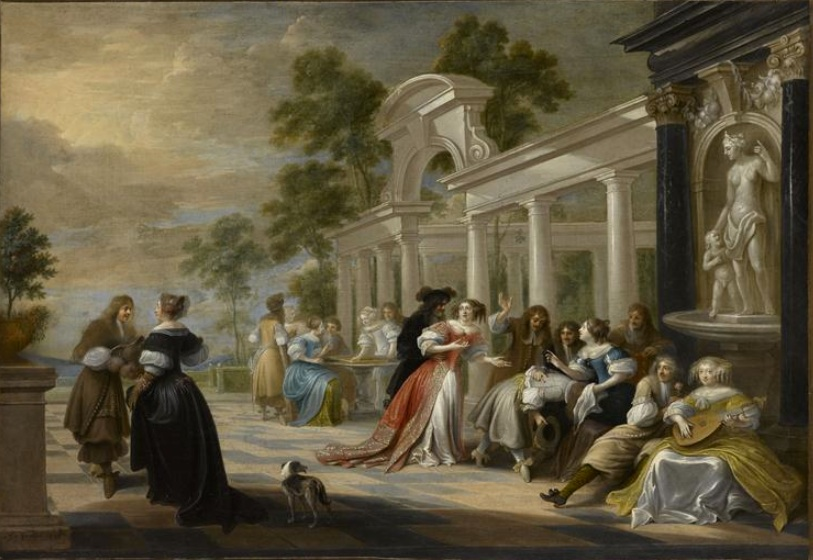
La Main chaude, 1660-80 Le Louvre